# Mandalaj (prowincja)
Mandalaj (birm. မန္တလေးတိုင်းဒေသကြီး /máɴdəlé táiɴ dèθa̰ dʑí/, ang. Mandalay Region) – prowincja w Mjanmie (Birmie), ze stolicą w Mandalaj. 
Prowincja Mandalaj znajduje się w suchej strefie Mjanmy, w cieniu opadowym Gór Arakańskich. Z tego powodu obszary rolnicze nawadniane są przez rozwijany od wieków system irygacyjny.